# Hystricognatha
Sous-ordre
Les Hystricognatha sont un sous-ordre de rongeurs. Ce taxon est obsolète dans plusieurs classifications qui lui préfèrent le sous-ordre Hystricomorpha.
Ce sous-ordre a été décrit pour la première fois en 1976 par le zoologiste et biologiste américain Charles Arthur Woods.

## Liste des infra-ordres
Selon ITIS (5 déc. 2012) :
- infra-ordre Hystricognathi Brandt, 1855